# Melanichneumon indecoratus
Melanichneumon indecoratus är en stekelart som beskrevs av Heinrich 1961. Melanichneumon indecoratus ingår i släktet Melanichneumon och familjen brokparasitsteklar. Inga underarter finns listade i Catalogue of Life.